# آلیزیا کوتوفسکا
آلیزیا یادویگا کوتوفسکا (۲۰ نوامبر ۱۸۹۹ – ۱۱ نوامبر ۱۹۳۹ در نزدیکی ویلکا پیاشنیتسا) راهبه‌ای لهستانی، و رئیس صومعه ویهرووو میان سال‌های ۱۹۳۴ و ۱۹۳۹ بود. به دلیل نقشش در کمک به مردم و کودکان یهودی در جریان کشتارهای پیاشنیتسا توسط آلمان نازی در ۱۹۳۹، او توسط کلیسای کاتولیک روم تقدیس شده و به عنوان شهید شناخته می‌شود.
به گفته شاهدان، کوتوفسکا هنگام انتقال از زندان به محل اعدام، کودکان یهودی را، که خود برای اعدام به پیاشنیتسا برده می‌شدند، در آغوش گرفته و به آنها آرامش می‌داد. وی در ۱۳ ژوئن ۱۹۹۹ توسط پاپ ژان پل دوم به عنوان یکی از ۱۰۸ شهید لهستانی جنگ جهانی دوم، تقدیس شد.